# دين غوس
دين غوس (بالإنجليزية: Dean Goss)‏ هو دي جيه أمريكي، ولد في 22 سبتمبر 1951 في سان فرانسيسكو في الولايات المتحدة.

## وصلات خارجية
- دين غوس على موقع IMDb (الإنجليزية)
- دين غوس على موقع قاعدة بيانات الفيلم (الإنجليزية)